# Peugeot Expert
Pour les articles homonymes, voir Expert (homonymie).
Le Peugeot Expert est un véhicule utilitaire léger produit par Peugeot depuis 1995 en trois générations, dans l'usine SEVEL nord constituée par Sevel, une société conjointe PSA-Fiat. C'est le cousin des Citroën Jumpy et Fiat Scudo. 
La troisième génération présentée en 2016 est déclinée dans une version commerciale destinée aux passagers qui est nommée Peugeot Traveller.

## Expert I (1995-2006)

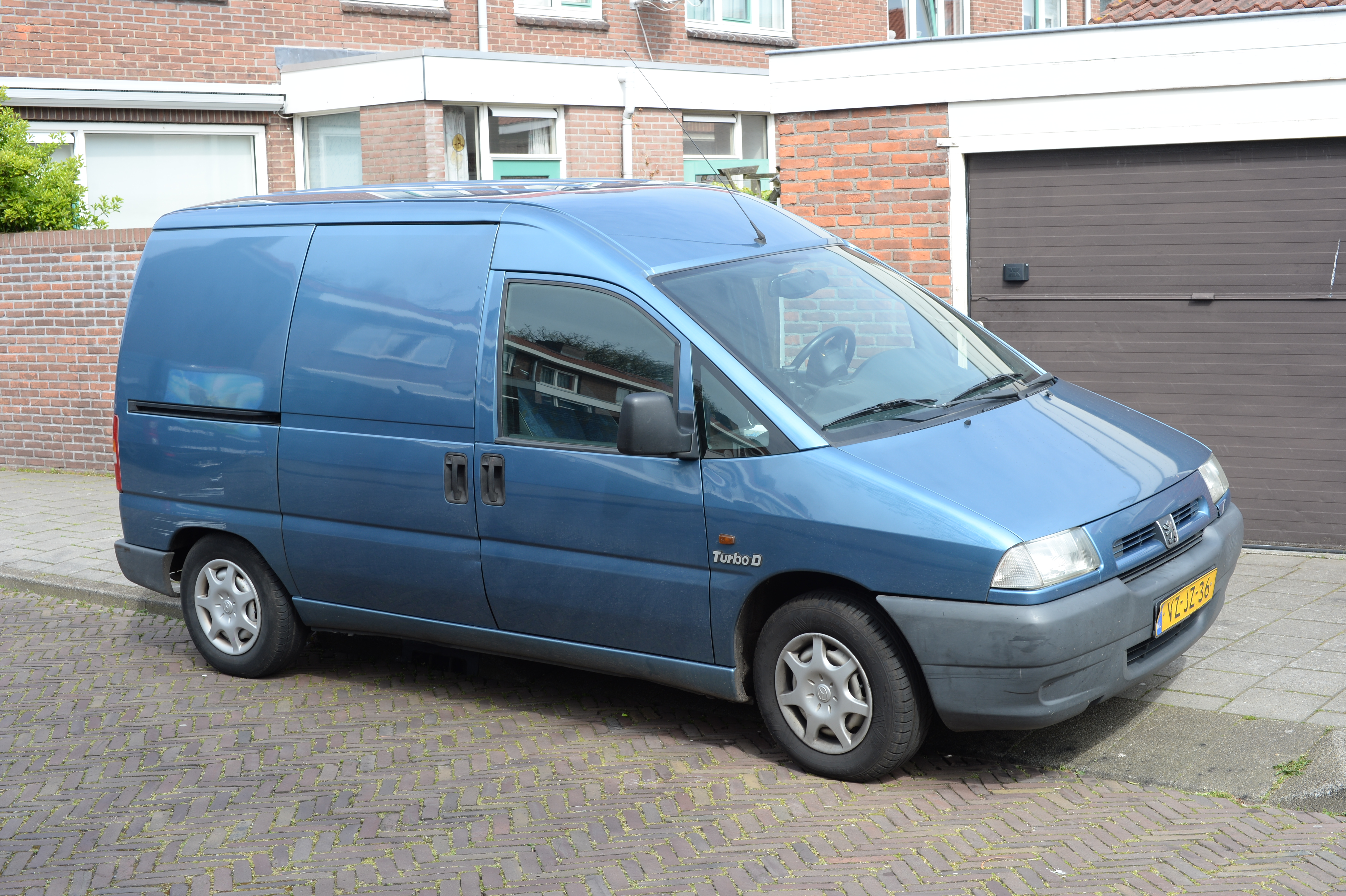
Peugeot Expert I

## Expert II (2007-2016)

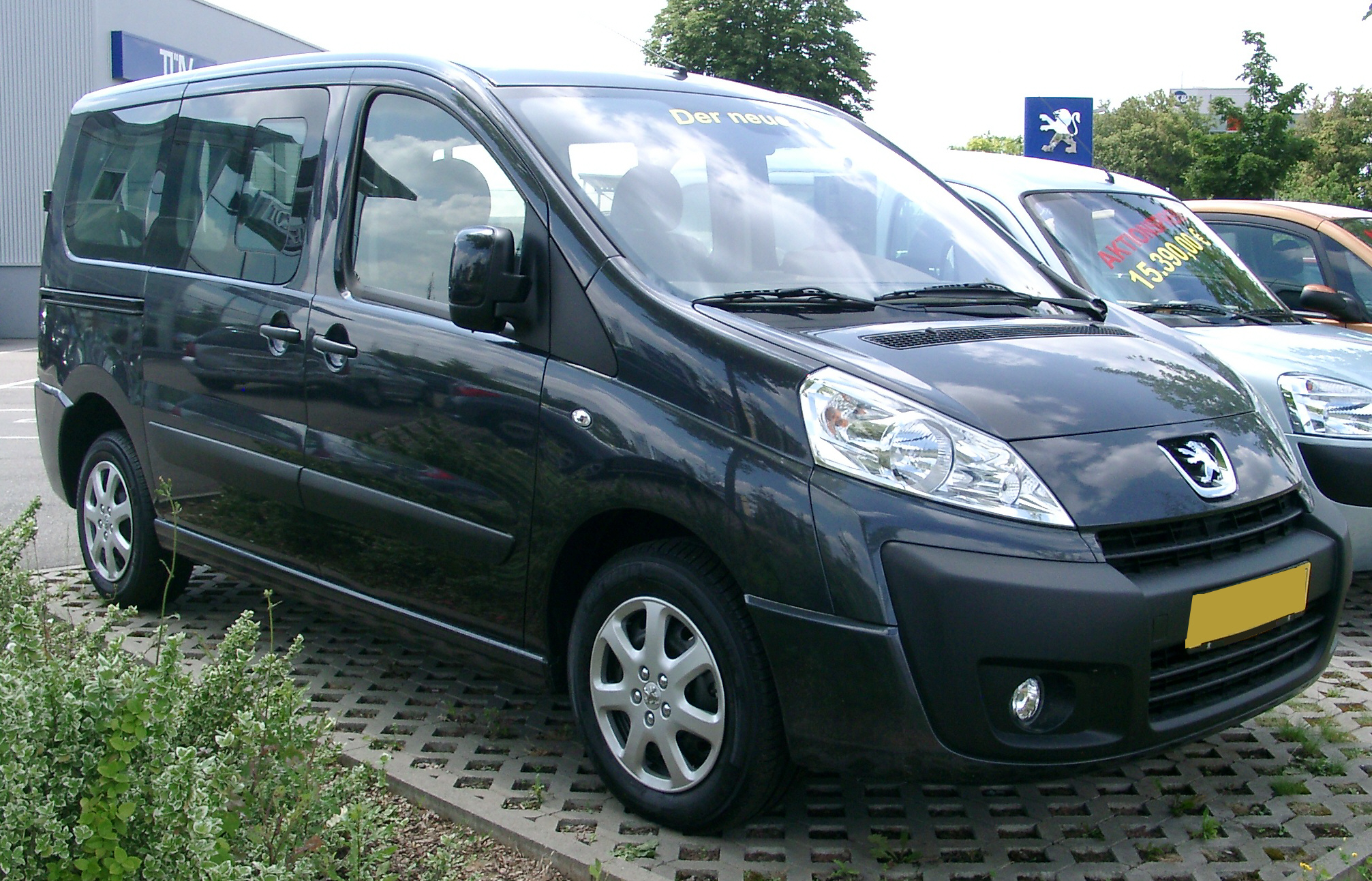
Peugeot Expert II

## Expert III (2016-)

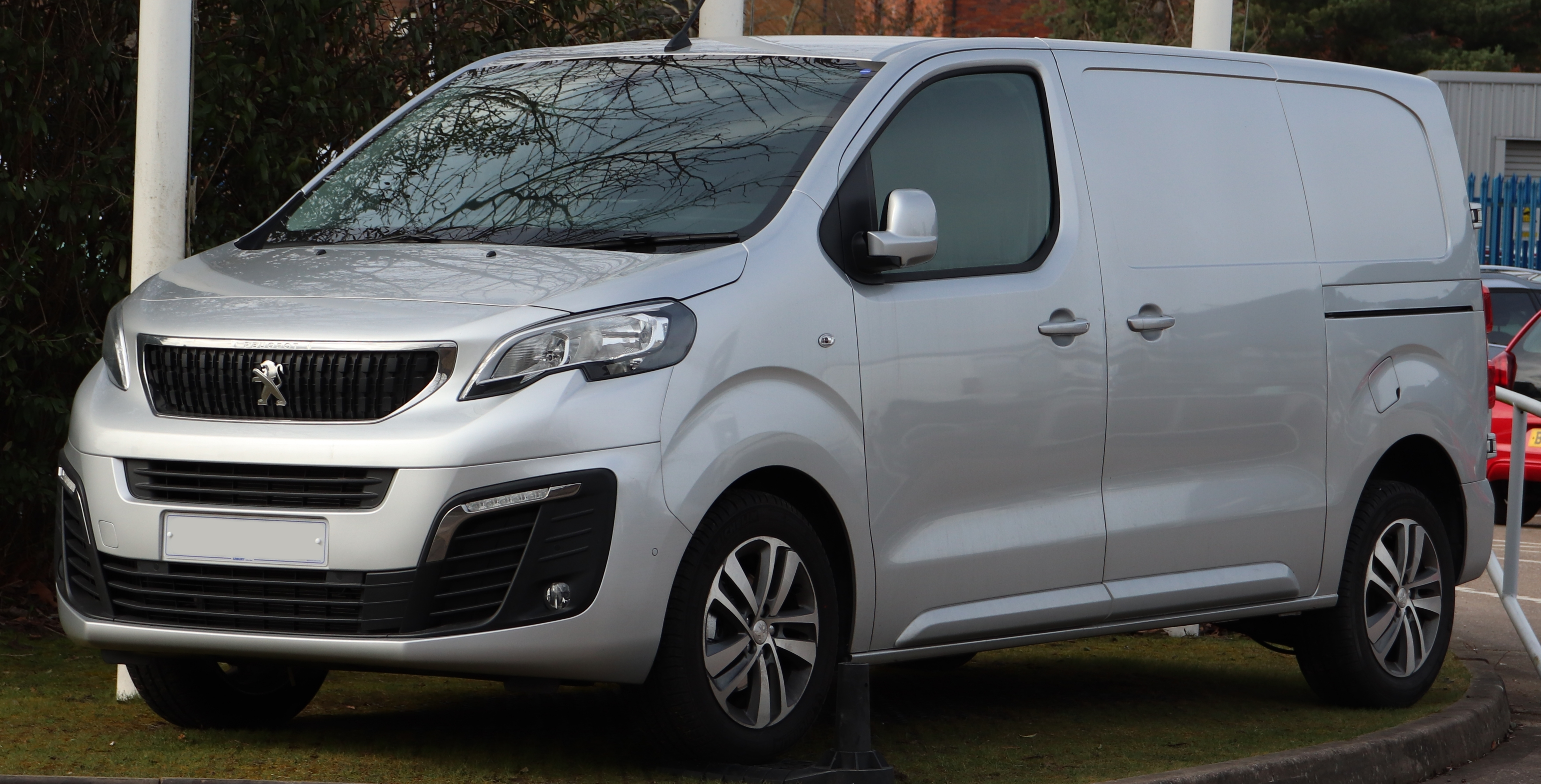
Peugeot Expert III